# 花呗

用户可以在“支付宝”中找到花呗并使用，但用户必须达到一定的条件。

蚂蚁花呗是蚂蚁金服推出的一款可于支付宝消费时使用的消费信贷产品，和信用卡的功能类似。花呗会根据使用者消费水平以及芝麻信用分数的不同，给予其1000元至50000元人民币不等的信用额度。

## 争议
蚂蚁花呗通过关联人催收用户还款的催收方式存在争议，被质疑涉嫌侵犯用户隐私。随后，蚂蚁花呗表示暂停以联系关系人来提醒的方式进行催收，将完善后再重新启该机制。